# Janata Dal (Secular)
Det indiska politiska partiet Janata Dal bröt sig en gång ut ur dåtidens regeringsparti "Janatapartiet". Efter flera partisprängningar återstår nu bara spillror av det ursprungliga Janata Dal.
Efter diverse korruptionsskandaler i slutet av 1980-talet kom Janata Dal i regeringsställning 1989. Janata Dal var då centrum i den National Front-regering som bildades, och partiets V. P. Singh blev premiärminister. Regeringen föll redan 1990, och i den nya regeringen deltog en fraktion ur Janata Dal. En andra period i maktställning blev det för Janata Dal 1996, när United Front-koalitionen bildade regering. H. D. Deve Gowda, Janata Dals partiledare blev premiärminister. Efter ett år föll regeringen, men en ny regering under ledning av Janata Dals Inder Kumar Gujral blev nu premiärminister, men nu höll bara regeringen några månader, innan BJP-regeringen tog över.
Av de många partisöndringarna återstår numera "Rashtriya Janata Dal", "Janata Dal (United)", "Samajwadi Party" och slutligen Janata Dal (Secular), på tamil ஜனதா தளம் (மதச்சார்பற்ற), som fick 0,9 % av rösterna i valet 1999, vilket gav ett mandat i Lok Sabha. Partiet ökade i valen 2004, där man fick 1,5 % av rösterna och 4 mandat.